# Broćika
Broćika (bročika, lat. Galium), veliki biljni rod iz porodice broćevki (Rubiaceae]) kojemu pripada preko 600 vrsta jednogodišnjeg raslinja i trajnica. Latinsko ime roda dolazi od grčke riječi gala (=mlijeko), jer ima svojstvo grušanja kazeina u mlijeku, pa se koristi i kućnoj proizvodnji sira.
U Hrvatskoj raste više vrsta broćika, među kojima prava broćika (Galium verum), uspravna broćika (Galium album), čekinjasta broćika (Galium aparine), raznolisna broćika (Galium anisophyllon), sjajna broćika (Galium lucidum) i druge.
Ne smije se brkati s rodom broć (Rubia).

## Vrste
1. Galium abaujense Borbás
2. Galium absurdum Krendl
3. Galium achurense Grossh.
4. Galium acrophyum Hochst. ex Chiov.
5. Galium acuminatum Ball
6. Galium acutum Edgew.
7. Galium adhaerens Boiss. & Balansa
8. Galium advenum Krendl
9. Galium aegeum (Stoj. & Kitan.) Ancev
10. Galium aetnicum Biv.
11. Galium afropusillum Ehrend.
12. Galium agrophilum Krendl
13. Galium aladaghense Parolly
14. Galium × alberti Rouy
15. Galium albescens Hook.f.
16. Galium album Mill., uspravna broćika
17. Galium amatymbicum Eckl. & Zeyh.
18. Galium amblyophyllum Schrenk ex Fisch. & C.A.Mey.
19. Galium amorginum Halácsy
20. Galium amurense Pobed.
21. Galium andrewsii A.Gray
22. Galium andringitrense Homolle ex Puff
23. Galium anfractum Sommier & Levier
24. Galium anglicum Huds.
25. Galium anguineum Ehrend. & Schönb.-Tem.
26. Galium angulosum A.Gray
27. Galium angustifolium Nutt.
28. Galium angustissimum (Hausskn. ex Bornm.) Ehrend.
29. Galium anisophyllon Vill., raznolisna broćika
30. Galium ankaratrense Homolle ex Puff
31. Galium antarcticum Hook.f.
32. Galium antitauricum Ehrend.
33. Galium antuneziae Dempster
34. Galium aparine L., čekinjasta broćika
35. Galium aparinoides Forssk.
36. Galium araucanum Phil.
37. Galium arenarium Loisel.
38. Galium arequipicum Dempster
39. Galium aretioides Boiss.
40. Galium argense Dempster & Ehrend.
41. Galium aristatum L., bodljasta broćika
42. Galium arkansanum A.Gray
43. Galium armenum Schanzer
44. Galium ascendens Willd. ex Spreng.
45. Galium aschenbornii S.Schauer
46. Galium asparagifolium Boiss. & Heldr.
47. Galium asperifolium Wall.
48. Galium asperuloides Edgew.
49. Galium asprellum Michx.
50. Galium atherodes Spreng.
51. Galium atlanticum Ball
52. Galium aucheri Boiss.
53. Galium auratum Klokov
54. Galium australe DC.
55. Galium austriacum Jacq., austrijska broćika
56. Galium avascense Krendl
57. Galium azerbayjanicum Ehrend. & Schönb.-Tem.
58. Galium azuayicum Dempster
59. Galium babadaghense Yild.
60. Galium baeticum (Rouy) Ehrend. & Krendl
61. Galium baghlanense Ehrend. & Schönb.-Tem.
62. Galium baillonii D.Brândza
63. Galium baldense Spreng.
64. Galium baldensiforme Hand.-Mazz.
65. Galium balearicum Briq.
66. Galium × barcinonense Sennen
67. Galium basalticum Ehrend. & Schönb.-Tem.
68. Galium baytopianum Ehrend. & Schönb.-Tem.
69. Galium beckhausianum G.H.Loos
70. Galium belizianum Ortega Oliv., Devesa & Rodr.Riaño
71. Galium bellatulum Klokov
72. Galium bermudense L.
73. Galium bifolium S.Watson
74. Galium bigeminum Griseb.
75. Galium bingoelense Yild. & Kiliç
76. Galium binifolium N.A.Wakef.
77. Galium blinii H.Lév.
78. Galium boissierianum (Steud.) Ehrend. & Krendl
79. Galium bolanderi A.Gray
80. Galium boreale L., sjevernjačka broćika
81. Galium boreoaethiopicum Puff
82. Galium bornmuelleri Hausskn. ex Bornm.
83. Galium bourgaeanum Coss. ex Ball
84. Galium boyacanum Dempster
85. Galium brachyphyllum Schult. & Schult.f.
86. Galium bracteatum Boiss.
87. Galium bredasdorpense Puff
88. Galium brenanii Ehrend. & Verdc.
89. Galium brevifolium Sm.
90. Galium breviramosum Krendl
91. Galium brockmannii Briq.
92. Galium broterianum Boiss. & Reut.
93. Galium brunneum Munby
94. Galium bryoides Merr. & L.M.Perry
95. Galium buchtienii Dempster
96. Galium × buekkense Hulják
97. Galium bullatum Lipsky
98. Galium bulliforme I.Thomps.
99. Galium bungei Steud.
100. Galium bungoniense I.Thomps.
101. Galium buschiorum Mikheev
102. Galium bussei K.Schum. & K.Krause
103. Galium buxifolium Greene
104. Galium cajamarcense Dempster
105. Galium californicum Hook. & Arn.
106. Galium caminianum Schult. & Schult.f.
107. Galium campanelliferum Ehrend. & Schönb.-Tem.
108. Galium campylotrichum Nazim. & Ehrend.
109. Galium canescens Kunth
110. Galium cankiriense Yild.
111. Galium canum Req. ex DC.
112. Galium capense Thunb.
113. Galium capitatum Bory & Chaub.
114. Galium cappadocicum Boiss.
115. Galium caprarium Natali
116. Galium capreum Krendl
117. Galium cariense Daskin & Bagçivan
118. Galium carmenicola Dempster
119. Galium × carmineum Beauverd
120. Galium carterae Dempster
121. Galium caspicum Steven
122. Galium cassium Boiss.
123. Galium catalinense A.Gray
124. Galium × centroniae Cariot
125. Galium ceratoamanianum Ehrend.
126. Galium ceratocarpon Boiss.
127. Galium ceratophylloides Hook.f.
128. Galium ceratopodum Boiss.
129. Galium cespitosum Lam.
130. Galium chaetopodum Rech.f.
131. Galium chekiangense Ehrend.
132. Galium chloroionanthum K.Schum.
133. Galium chloroleucum Fisch. & C.A.Mey.
134. Galium ciliare Hook.f.
135. Galium cilicicum Boiss.
136. Galium cinereum All.
137. Galium circae Krendl
138. Galium circaezans Michx.
139. Galium citraceum Boiss.
140. Galium clementis Eastw.
141. Galium cliftonsmithii (Dempster) Dempster & Stebbins
142. Galium collomiae J.T.Howell
143. Galium coloradoense W.Wight
144. Galium comberi Dempster
145. Galium cometerhizon Lapeyr.
146. Galium compactum Ehrend. & McGill.
147. Galium concatenatum Coss.
148. Galium concinnum Torr. & A.Gray
149. Galium confertum Royle ex Hook.f.
150. Galium conforme Krendl
151. Galium consanguineum Boiss.
152. Galium coriaceum Bunge
153. Galium cornigerum Boiss. & Hausskn.
154. Galium coronadoense Dempster
155. Galium correllii Dempster
156. Galium corsicum Spreng.
157. Galium corymbosum Ruiz & Pav.
158. Galium cossonianum Jafri
159. Galium cotinoides Cham. & Schltdl.
160. Galium cracoviense Ehrend.
161. Galium crassifolium W.C.Chen
162. Galium craticulatum R.R.Mill
163. Galium crespianum Rodr.
164. Galium cryptanthum Hemsl.
165. Galium cuatrecasasii Standl.
166. Galium curvihirtum Ehrend. & McGill.
167. Galium cuspidulatum Miq.
168. Galium cyllenium Boiss. & Heldr.
169. Galium czerepanovii Pobed.
170. Galium dahuricum Turcz. ex Ledeb.
171. Galium davisii Ehrend.
172. Galium debile Desv.,  slaba broćika
173. Galium decorum Krendl
174. Galium decumbens (Ehrend.) Ehrend. & Schönb.-Tem.
175. Galium degenii Bald. ex Degen
176. Galium deistelii K.Krause
177. Galium delicatulum Boiss. & Hohen.
178. Galium demissum Boiss.
179. Galium dempsterae B.L.Turner
180. Galium densiflorum Ledeb.
181. Galium densum Hook.f.
182. Galium denticulatum Bartl. ex DC.
183. Galium desereticum Dempster & Ehrend.
184. Galium diabolense Dempster
185. Galium dieckii Bornm.
186. Galium diffusoramosum Dempster & Ehrend.
187. Galium × digeneum A.Kern.
188. Galium dincii Yild.
189. Galium diphyllum (K.Schum.) Dempster
190. Galium diploprion Boiss. & Hohen.
191. Galium divaricatum Pourr. ex Lam., raskrečena broćika
192. Galium domingense Iltis
193. Galium dumosum Boiss.
194. Galium duthiei R.Bhattacharjee
195. Galium echinocarpum Hayata
196. Galium ecuadoricum Dempster
197. Galium × effulgens Beck
198. Galium ehrenbergii Boiss.
199. Galium elbursense Bornm. & Gauba
200. Galium elegans Wall.
201. Galium elongatum C.Presl, produljena broćika
202. Galium emeryense Dempster & Ehrend.
203. Galium ephedroides Willk.
204. Galium equisetoides (Cham. & Schltdl.) Standl.
205. Galium ericoides Lam.
206. Galium eriocarpum Bartl. ex DC.
207. Galium eruptivum Krendl
208. Galium erythrorrhizon Boiss. & Reut.
209. Galium espiniacicum Dempster
210. Galium estebanii Sennen
211. Galium exaltatum Krendl
212. Galium exile Hook.f.
213. Galium exstipulatum P.H.Davis
214. Galium exsurgens Ehrend. & Schönb.-Tem.
215. Galium extensum Krendl
216. Galium falconeri R.Bhattacharjee
217. Galium fendleri A.Gray
218. Galium ferrugineum K.Krause
219. Galium festivum Krendl
220. Galium × fictum E.G.Camus
221. Galium filipes Rydb.
222. Galium firmum Tausch, snažna broćika
223. Galium fissurense Ehrend. & Schönb.-Tem.
224. Galium fistulosum Sommier & Levier
225. Galium flavescens Borbás ex Simonk.
226. Galium flaviflorum (Trautv.) Mikheev
227. Galium floribundum Sm.
228. Galium formosense Ohwi
229. Galium forrestii Diels
230. Galium fosbergii Dempster
231. Galium friedrichii N.Torres, L.Sáez, Mus & Rosselló
232. Galium fruticosum Willd.
233. Galium fuegianum Hook.f.
234. Galium fuscum M.Martens & Galeotti
235. Galium galapagoense Wiggins
236. Galium galiopsis (Hand.-Mazz.) Ehrend.
237. Galium gaudichaudii DC.
238. Galium geminiflorum Lowe
239. Galium ghilanicum Stapf
240. Galium gilliesii Hook. & Arn.
241. Galium glaberrimum Hemsl.
242. Galium glabrescens (Ehrend.) Dempster & Ehrend.
243. Galium glabriusculum Ehrend.
244. Galium glaciale K.Krause
245. Galium glandulosum Hand.-Mazz.
246. Galium glaucophyllum Em.Schmid
247. Galium glaucum L., sivozelena broćika
248. Galium globuliferum Hub.-Mor. & Reese
249. Galium gracilicaule Bacigalupo & Ehrend.
250. Galium graecum L.
251. Galium grande McClatchie
252. Galium grayanum Ehrend.
253. Galium guadalupense (Spreng.) Govaerts
254. Galium gymnopetalum Ehrend. & Schönb.-Tem.
255. Galium hainesii Schönb.-Tem.
256. Galium hallii Munz & I.M.Johnst.
257. Galium hardhamiae Dempster
258. Galium hatschbachii Dempster
259. Galium haussknechtii Ehrend.
260. Galium heldreichii Halácsy
261. Galium hellenicum Krendl
262. Galium hexanarium Knjaz.
263. Galium hierochuntinum Bornm.
264. Galium hierosolymitanum L.
265. Galium hilendiae Dempster & Ehrend.
266. Galium × himmelbaurianum (Ronniger) Soó
267. Galium hintoniorum B.L.Turner
268. Galium hirtiflorum Req. ex DC.
269. Galium hirtum Lam.
270. Galium hoffmeisteri (Klotzsch) Ehrend. & Schönb.-Tem. ex R.R.Mill
271. Galium huancavelicum Dempster
272. Galium huber-morathii Ehrend. & Schönb.-Tem.
273. Galium humifusum M.Bieb.
274. Galium humile Cham. & Schltdl.
275. Galium humilioides (M.L.Porto & Ehrend.) K.De Toni & Mariath
276. Galium × hungaricum A.Kern.
277. Galium hupehense Pamp.
278. Galium × huteri A.Kern.
279. Galium hypocarpium (L.) Endl. ex Griseb.
280. Galium hypotrichium A.Gray
281. Galium hypoxylon Ehrend. & Schönb.-Tem.
282. Galium hyrcanicum C.A.Mey.
283. Galium hystricocarpum Greenm.
284. Galium idubedae (Pau & Debeaux) Pau ex Ehrend.
285. Galium iltisii Dempster
286. Galium incanum Sm.
287. Galium inconspicuum Phil.
288. Galium incrassatum Halácsy
289. Galium incurvum Sm.
290. Galium innocuum Miq.
291. Galium insulare Krendl
292. Galium intermedium Schult., Schultesova broćika
293. Galium intricatum Margot & Reut.
294. Galium ionicum Krendl
295. Galium iranicum Hausskn. ex Bornm.
296. Galium irinae Pachom.
297. Galium isauricum Ehrend. & Schönb.-Tem.
298. Galium × jansenii Kloos
299. Galium japonicum Makino
300. Galium × jarynae Wol.
301. Galium javanicum Blume
302. Galium jemense Kotschy
303. Galium jepsonii Hilend & J.T.Howell
304. Galium johnstonii Dempster & Stebbins
305. Galium judaicum Boiss.
306. Galium jungermannioides Boiss.
307. Galium junghuhnianum Miq.
308. Galium juniperinum Standl.
309. Galium kaganense R.Bhattacharjee
310. Galium kahelianum Deflers
311. Galium kamtschaticum Steller ex Schult. & Schult.f.
312. Galium karakulense Pobed.
313. Galium karataviense (Pavlov) Pobed.
314. Galium karliovaense Yild. & Kiliç
315. Galium kasachstanicum Pachom.
316. Galium kenyanum Verdc.
317. Galium kerneri Degen & Dörfl.
318. Galium khorasanense Griff.
319. Galium kikumugura Ohwi
320. Galium killipii Dempster & Ehrend.
321. Galium kinuta Nakai & H.Hara
322. Galium kitaibelianum Schult. & Schult.f.
323. Galium × kondratjukii Ostapko
324. Galium kuetzingii Boiss. & Buhse
325. Galium kulluense Anant Kumar, Ranjan & S.C.Srivast.
326. Galium kunmingense Ehrend.
327. Galium kurdicum Boiss. & Hohen.
328. Galium labradoricum (Wiegand) Wiegand
329. Galium laconicum Boiss. & Heldr.
330. Galium lacrimiforme Dempster
331. Galium laevigatum L.
332. Galium lahulense Ehrend. & Schönb.-Tem.
333. Galium lanceolatum (Torr. & A.Gray) Torr.
334. Galium lanuginosum Lam.
335. Galium × lanulosum Ostapko
336. Galium lasiocarpum Boiss.
337. Galium latifolium Michx.
338. Galium latoramosum Clos
339. Galium leiocarpum I.Thomps.
340. Galium leptogonium I.Thomps.
341. Galium leptum Phil.
342. Galium libanoticum Ehrend.
343. Galium lilloi Hicken
344. Galium × lindbergii Giraudias
345. Galium linearifolium Turcz.
346. Galium liratum N.A.Wakef.
347. Galium litorale Guss.
348. Galium longipedunculatum (Mariath & Ehrend.) K.De Toni & Mariath
349. Galium lovcense Urum.
350. Galium lucidum All., sjajna broćika
351. Galium macedonicum Krendl
352. Galium magellanicum Hook.f.
353. Galium magellense Ten.
354. Galium magnifolium (Dempster) Dempster
355. Galium mahadivense G.Singh
356. Galium malickyi Krendl
357. Galium mandonii Britton
358. Galium maneauense P.Royen
359. Galium marchandii Roem. & Schult.
360. Galium margaceum Ehrend. & Schönb.-Tem.
361. Galium margaritaceum A.Kern.
362. Galium maritimum L.
363. Galium martirense Dempster & Stebbins
364. Galium masafueranum Skottsb.
365. Galium matthewsii A.Gray
366. Galium maximoviczii (Kom.) Pobed.
367. Galium mechudoense Dempster
368. Galium megacyttarion R.R.Mill
369. Galium megalanthum Boiss.
370. Galium megalospermum All., krupnosjemena broćika
371. Galium megapotamicum Spreng.
372. Galium melanantherum Boiss.
373. Galium meliodorum (Beck) Fritsch
374. Galium membranaceum Ehrend.
375. Galium mexicanum Kunth
376. Galium microchiasma Gilli
377. Galium microlobum I.Thomps.
378. Galium microphyllum A.Gray
379. Galium migrans Ehrend. & McGill.
380. Galium minutissimum T.Shimizu
381. Galium minutulum Jord.
382. Galium mirum Rech.f.
383. Galium mite Boiss. & Hohen.
384. Galium moldavicum (Dobrocz.) Franco
385. Galium mollugo L., obična broćika, livadna broćika
386. Galium monachinii Boiss. & Heldr.
387. Galium monasterium Krendl
388. Galium monticola Sond.
389. Galium montis-arerae Merxm. & Ehrend.
390. Galium moralesianum Ortega Oliv. & Devesa
391. Galium moranii Dempster
392. Galium morii Hayata
393. Galium mucroniferum Sond.
394. Galium muelleri (K.Schum.) Dempster
395. Galium multiflorum Kellogg
396. Galium munzii Hilend & J.T.Howell
397. Galium murale (L.) All., zidna broćika
398. Galium muricatum W.Wight
399. Galium × mutabile Besser
400. Galium nabelekii Ehrend. & Schönb.-Tem.
401. Galium nakaii Kudô
402. Galium nankotaizanum Ohwi
403. Galium × neglectum Le Gall ex Gren.
404. Galium nepalense Ehrend. & Schönb.-Tem.
405. Galium nevadense Boiss. & Reut.
406. Galium niewerthii Franch. & Sav.
407. Galium nigdeense Yild.
408. Galium nigricans Boiss.
409. Galium nigroramosum (Ehrend.) Dempster
410. Galium noli-tangere Ball
411. Galium noricum Ehrend.
412. Galium normanii Dahl
413. Galium novoguineense Diels
414. Galium noxium (A.St.-Hil.) Dempster
415. Galium numidicum Pomel
416. Galium nupercreatum Popov
417. Galium nuttallii A.Gray
418. Galium obliquum Vill.
419. Galium obovatum Kunth
420. Galium obtusum Bigelow
421. Galium octonarium (Klokov) Pobed.
422. Galium odoratum (L.) Scop., prava lazarkinja, mirisna broćika
423. Galium oelandicum (Sterner & Hyl.) Ehrend.
424. Galium olgae Klokov
425. Galium olivetorum Le Houér.
426. Galium olympicum Boiss.
427. Galium ophiolithicum Krendl
428. Galium oreganum Britton
429. Galium oreophilum Krendl
430. Galium oresbium Greenm.
431. Galium orizabense Hemsl.
432. Galium oshtenicum Ehrend. & Schanzer ex Mikheev
433. Galium ossirwaense K.Krause
434. Galium ostenianum (Standl.) Dempster
435. Galium ovalleanum Phil.
436. Galium ovitdaghense Daskin
437. Galium pabulosum Sommier & Levier
438. Galium palaeoitalicum Ehrend.
439. Galium palustre L., cretna broćika
440. Galium pamiroalaicum Pobed.
441. Galium pamphylicum Boiss. & Heldr.
442. Galium paniculatum (Bunge) Pobed.
443. Galium papilliferum Ehrend. & Schönb.-Tem.
444. Galium papillosum Lapeyr.
445. Galium papuanum Wernham
446. Galium parishii Hilend & J.T.Howell
447. Galium parisiense L.,  pariška broćika
448. Galium parvulum Hub.-Mor. ex Ehrend. & Schönb.-Tem.
449. Galium paschale Forssk.
450. Galium pastorale Krendl
451. Galium peloponnesiacum Ehrend. & Krendl
452. Galium penduliflorum Boiss.
453. Galium pendulum Greenm.
454. Galium penicillatum Boiss.
455. Galium pennellii Dempster
456. Galium peplidifolium Boiss.
457. Galium perralderii Coss.
458. Galium peruvianum Dempster & Ehrend.
459. Galium pestalozzae Boiss.
460. Galium petrae Oliv. ex Hart
461. Galium philippianum Dempster
462. Galium philippinense Merr.
463. Galium philistaeum Boiss.
464. Galium pilosum Aiton
465. Galium pisiferum Boiss.
466. Galium pisoderium Krendl
467. Galium platygalium (Maxim.) Pobed.
468. Galium plumosum Rusby
469. Galium pobedimovae Balde
470. Galium poiretianum Ball
471. Galium pojarkovae Pobed.
472. Galium polyacanthum (Baker) Puff
473. Galium polyanthum I.Thomps.
474. Galium × pomariorum Vollrath & Breitf.
475. Galium × pomeranicum Retz.
476. Galium porrigens Dempster
477. Galium praemontanum Mardal.
478. Galium praetermissum Greenm.
479. Galium × pralognense Beauverd
480. Galium prattii Cufod.
481. Galium pringlei Greenm.
482. Galium problematicum (Ehrend.) Ehrend. & Schönb.-Tem.
483. Galium procurrens Ehrend.
484. Galium productum Lowe
485. Galium × prolazense Nyár.
486. Galium proliferum A.Gray
487. Galium propinquum A.Cunn.
488. Galium pruinosum Boiss.
489. Galium pseudoaristatum Schur, lažiosjava broćika
490. Galium pseudoasprellum Makino
491. Galium × pseudoboreale Klokov
492. Galium pseudocapitatum Hub.-Mor. ex Ehrend. & Schönb.-Tem.
493. Galium pseudohelveticum Ehrend.
494. Galium pseudokurdicum (Ehrend.) Schönb.-Tem.
495. Galium pseudorivale Tzvelev
496. Galium pseudotriflorum Dempster & Ehrend.
497. Galium psilocladum Ehrend.
498. Galium pterocarpum Ehrend.
499. Galium pulvinatum Boiss.
500. Galium pumilio Standl.
501. Galium pumilum Murray, oštra broćika
502. Galium pusillosetosum H.Hara
503. Galium pusillum L.
504. Galium pyrenaicum Gouan
505. Galium qaradaghense Schönb.-Tem.
506. Galium × querceticola Wolosz.
507. Galium quichense Dempster
508. Galium radulifolium Ehrend. & Schönb.-Tem.
509. Galium ramboi Dempster
510. Galium rebae R.R.Mill
511. Galium reiseri Halácsy
512. Galium × retzii Bouchard
513. Galium rhodopeum Velen.
514. Galium richardianum (Gillies ex Hook. & Arn.) Endl. ex Walp.
515. Galium rigidifolium Krendl
516. Galium rivale (Sm.) Griseb., potočna broćika
517. Galium roddii Ehrend. & McGill.
518. Galium rosellum (Boiss.) Boiss. & Reut.
519. Galium rotundifolium L., okruglolisna broćika
520. Galium rourkei Puff
521. Galium rubidiflorum Dempster
522. Galium rubioides L., kruta broćika
523. Galium rubrum L.,  crvena broćika
524. Galium runcinatum Ehrend. & Schönb.-Tem.
525. Galium rupifragum Ehrend.
526. Galium ruwenzoriense (Cortesi) Ehrend.
527. Galium rzedowskii Dempster
528. Galium saipalense Ehrend. & Schönb.-Tem.
529. Galium salsugineum Krylov & Serg.
530. Galium salwinense Hand.-Mazz.
531. Galium samium Krendl
532. Galium samothracicum Rech.f.
533. Galium samuelssonii Ehrend.
534. Galium sancakense Yild. & Kiliç
535. Galium saturejifolium Trevir.
536. Galium saurense Litv.
537. Galium saxatile L.,  kamenjarska broćika
538. Galium saxosum (Chaix) Breistr.
539. Galium scabrelloides Puff
540. Galium scabrellum K.Schum.
541. Galium scabrifolium (Boiss.) Hausskn.
542. Galium scabrum L.
543. Galium schlumbergeri Boiss.
544. Galium × schmidelyi Chenevard & F.O.Wolf
545. Galium schmidii Arrigoni
546. Galium × schneebergense Ronniger
547. Galium schoenbeck-temesyae Ehrend.
548. Galium scioanum Chiov.
549. Galium scopulorum Schönb.-Tem.
550. Galium seatonii Greenm.
551. Galium sellowianum (Cham.) Walp.
552. Galium semiamictum Klokov
553. Galium serpenticum Dempster
554. Galium serpylloides Royle ex Hook.f.
555. Galium setaceum Lam.,  čekinjava broćika
556. Galium setuliferum Ehrend. & Schönb.-Tem.
557. Galium shanense R.Bhattacharjee
558. Galium shepardii Post
559. Galium shepherdii Jung-Mend.
560. Galium shinasii Yildirim
561. Galium sichuanense Ehrend.
562. Galium sidamense Chiov. ex Chiarugi
563. Galium sieheanum Ehrend.
564. Galium simense Fresen.
565. Galium similii Pavlov
566. Galium sinaicum (Delile ex Decne.) Boiss.
567. Galium smithreitzii Dempster
568. Galium sojakii Ehrend. & Schönb.-Tem.
569. Galium songaricum Schrenk ex Fisch. & C.A.Mey.
570. Galium sorgerae Ehrend. & Schönb.-Tem.
571. Galium sparsiflorum W.Wight
572. Galium spathulatum I.Thomps.
573. Galium speciosum Krendl
574. Galium sphagnophilum (Greenm.) Dempster
575. Galium spurium L., usjevna broćika
576. Galium stebbinsii ined.
577. Galium stellatum Kellogg
578. Galium stenophyllum Baker
579. Galium stepparum Ehrend. & Schönb.-Tem.
580. Galium sterneri Ehrend.
581. Galium subfalcatum Nazim. & Ehrend.
582. Galium subnemorale Klokov & Zaver.
583. Galium subtrifidum Reinw. ex Blume
584. Galium subtrinervium Ehrend. & Schönb.-Tem.
585. Galium subuliferum Sommier & Levier
586. Galium subvelutinum (DC.) K.Koch
587. Galium subvillosum Sond.
588. Galium sudeticum Tausch
589. Galium suecicum (Sterner) Ehrend.
590. Galium suffruticosum Hook. & Arn.
591. Galium sungpanense Cufod.
592. Galium surinamense Dempster
593. Galium sylvaticum L., šumska broćika
594. Galium taiwanense Masam.
595. Galium takasagomontanum Masam.
596. Galium talaveranum Ortega Oliv. & Devesa
597. Galium tanganyikense Ehrend. & Verdc.
598. Galium tarokoense Hayata
599. Galium taygeteum Krendl
600. Galium tendae Rchb.f.
601. Galium tenuissimum M.Bieb., tankolisna broćika
602. Galium terrae-reginae Ehrend. & McGill.
603. Galium tetraphyllum Nazim. & Ehrend.
604. Galium texense A.Gray
605. Galium thasium Stoj. & Kitan.
606. Galium thiebautii Ehrend.
607. Galium thracicum Krendl
608. Galium thunbergianum Eckl. & Zeyh.
609. Galium thymifolium Boiss. & Heldr.
610. Galium tianschanicum Popov
611. Galium timeroyi Jord.
612. Galium tinctorium L.
613. Galium tmoleum Boiss.
614. Galium tokyoense Makino
615. Galium tolosianum Boiss. & Kotschy
616. Galium tomentosum Thunb.
617. Galium tortumense Ehrend. & Schönb.-Tem.
618. Galium transcarpaticum Stojko & Tasenk.
619. Galium trichocarpum DC.
620. Galium tricornutum Dandy, troroga broćika
621. Galium trifidum L.
622. Galium trifloriforme Kom.
623. Galium triflorum Michx.
624. Galium trilobum Colenso
625. Galium trojanum Ehrend.
626. Galium truniacum (Ronniger) Ronniger
627. Galium tubiflorum Ehrend.
628. Galium tuncelianum Yild.
629. Galium tunetanum Lam.
630. Galium turgaicum Knjaz.
631. Galium turkestanicum Pobed.
632. Galium tyraicum Klokov
633. Galium uliginosum L., močvarna broćika
634. Galium uncinulatum DC.
635. Galium undulatum Puff
636. Galium uniflorum Michx.
637. Galium uruguayense Bacigalupo
638. Galium valantioides M.Bieb.
639. Galium valdepilosum Heinr.Braun
640. Galium valentinum Lange
641. Galium vartanii Grossh.
642. Galium vassilczenkoi Pobed.
643. Galium velenovskyi Ancev
644. Galium verrucosum Huds., bradavičava broćika
645. Galium verticillatum Danthoine ex Lam., pršljenasta broćika
646. Galium verum L., žuta livadna broćika
647. Galium × viciosorum Sennen & Pau
648. Galium vile (Cham. & Schltdl.) Dempster
649. Galium virgatum Nutt.
650. Galium viridiflorum Boiss. & Reut.
651. Galium viscosum Vahl
652. Galium volcanense Dempster
653. Galium volhynicum Pobed.
654. Galium watsonii (A.Gray) A.Heller
655. Galium weberbaueri K.Krause
656. Galium wendelboi Ehrend. & Schönb.-Tem.
657. Galium werdermannii Standl.
658. Galium wigginsii Dempster
659. Galium wrightii A.Gray
660. Galium xeroticum (Klokov) Pobed.
661. Galium xylorrhizum Boiss. & A.Huet
662. Galium yunnanense H.Hara & C.Y.Wu
663. Galium zabense Ehrend.

## Vanjske poveznice
|  | Zajednički poslužitelj ima još gradiva o temi Galium |
|  | Wikivrste imaju podatke o taksonu Galium             |